# Flores (Indonesien)
 For alternative betydninger, se Flores. (Se også artikler, som begynder med Flores)
Flores er en af de små sundaøer, som er en del af Indonesien. Øens areal er på cirka 14.300 km². Man regner med, at befolkningen er omkring 1,5 millioner mennesker. Den største by på Flores er Maumere, som også er centrum for den meste handel på øen. 
Navnet Flores kommer fra portugisisk og betyder blomst. Portugisernes missionærer var på øen i 1600-tallet og gav øen navn. Der er vild natur på Flores og blandt andet komodovaranen findes på øen.
I 2003 blev der på øen fundet rester af en fortidig menneskeart, Floresmennesket.